# بیاک

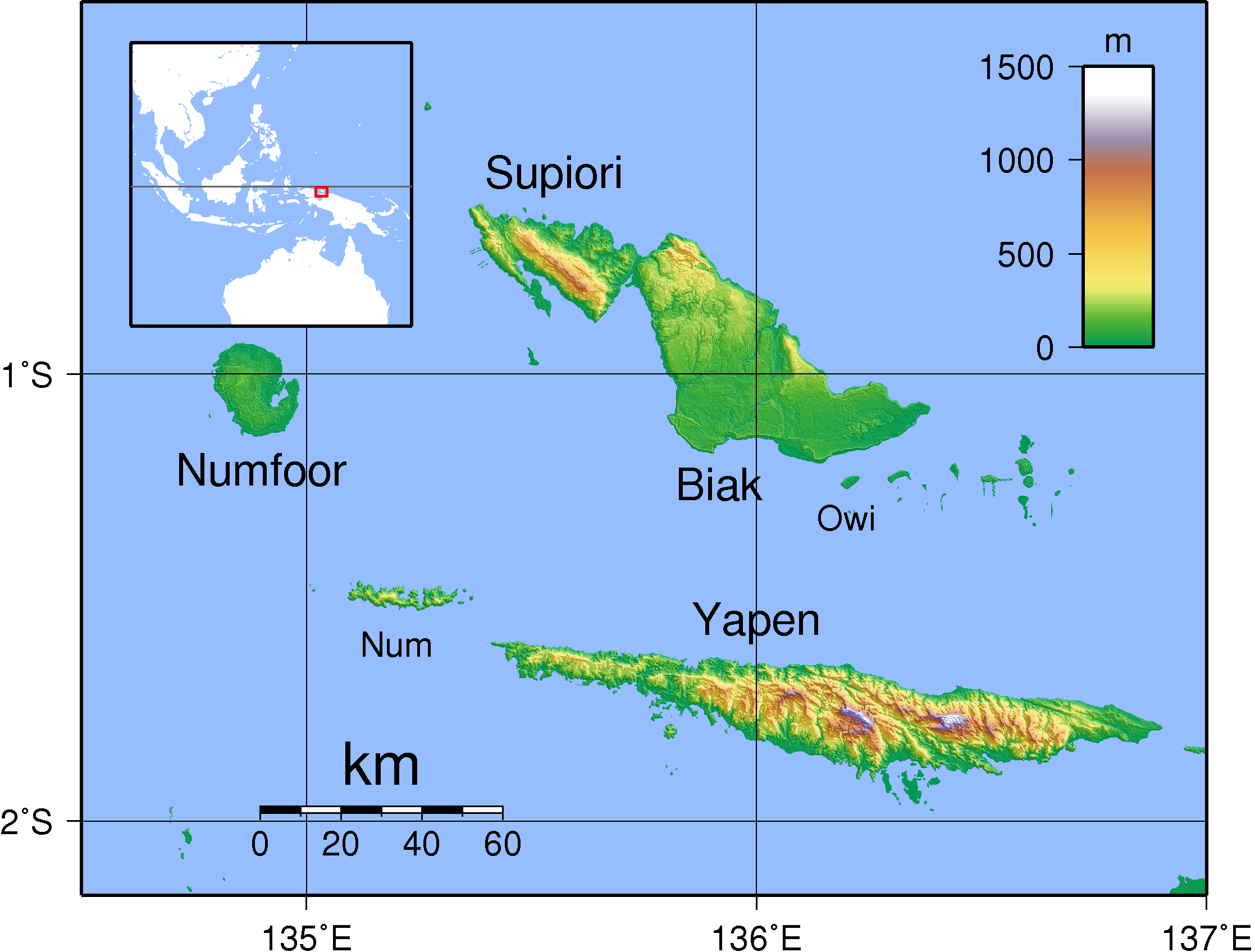
جزیار بیاک.

بیاک (به لاتین: Biak) یک جزیره کوچک در اندونزی است که در پاپوآ واقع شده‌است. بیاک ۱۱۲٬۸۷۳ نفر جمعیت دارد.
بیاک در خلیج سندراواسی در نزدیکی ساحل شمالی پاپوآ، از استان‌های اندونزی، واقع شده‌است، در شمال غربی گینه نو. بیاک بزرگترین جزیره در مجمع‌الجزایر کوچک خود است که دربرگیرنده شمار زیادی آب‌سنگ، آب‌سنگ حلقوی و صخره مرجانی است. این جزیره از نظر اداری به ۱۲ بخش تقسیم شده است. 
بیاک در سرشماری سال ۲۰۱۰ تعداد ۱۱۲٬۸۷۳ نفر جمعیت داشت. مردم بیاک عمدتاً ملانزیایی هستند و دین اصلی‌شان مسیحیت است. زبان رسمی اندونزیایی و زبان اصلی محلی زبان بیاکی است. زبان‌های دیگری مانند هلندی و انگلیسی نیز استفاده می‌شود، اما کاربردشان محدود هستند. 
بیاک دارای آب و هوای جنگلی بارانی استوایی با دمای تقریباً یکسان در طول سال است. میانگین دمای سالانه در شهر بیاک ۲۶ درجه سانتیگراد است که همچنین به‌طور کلی میانگین دمای هر روز در جزیره است. در هر ماه در طول سال میزان بارش بسیار خوب است و میانگین بارندگی در حدود ۲٬۸۱۶ میلی‌متر در سال است. خشک‌ترین ماه نوامبر است که به‌طور میانگین بارش در آن کمتر از ۲۰۰ میلی‌متر در ماه است.